# Phân tích tổng hợp

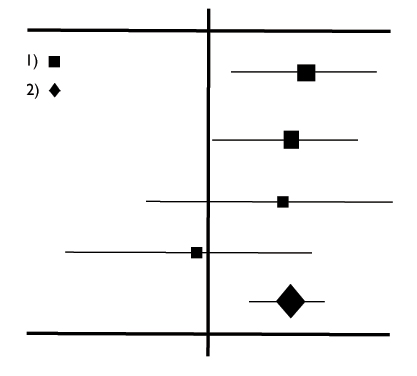
Phân Tích Tổng Hợp

Trong thống kê, phân tích tổng hợp (tiếng Anh: meta-analysis) kết hợp kết quả của một vài nghiên cứu để giải quyết một chuỗi các giả thuyết liên quan đến nghiên cứu. Đơn giản hơn, nó có thể coi là sự xác định phép đo chung của cỡ hiệu ứng, trong đó bình quân gia quyền có thể là kết quả của phân tích tổng hợp. Tính bình quân gia quyền có liên quan tới cỡ mẫu trong mỗi nghiên cứu cá nhân. Dù có những sự khác biệt giữa các nghiên cứu cá nhân, nhưng mục tiêu của phân tích tổng hợp là ước lượng chính xác hơn cỡ hiệu thực so với cỡ hiệu ứng kém chính xác hơn trong các nghiên cứu riêng lẻ.
Phân tích tổng hợp là một trong những thành tố quan trọng trong quy trình xem xét hệ thống. Ví dụ, một phân tích tổng hợp có thể được tiến hành đối với vài thử nghiệm lâm sàng cho việc chữa trị bệnh nhằm hiểu phương pháp chữa trị đó hiệu quả như thế nào.